# OCL Industrialship
OCL Industrialship là một thị trấn công nghiệp (industrial township) của quận Sundargarh thuộc bang Orissa, Ấn Độ.

## Nhân khẩu
Theo điều tra dân số năm 2001 của Ấn Độ, OCL Industrialship có dân số 2197 người. Phái nam chiếm 54% tổng số dân và phái nữ chiếm 46%. OCL Industrialship có tỷ lệ 89% biết đọc biết viết, cao hơn tỷ lệ trung bình toàn quốc là 59,5%: tỷ lệ cho phái nam là 90%, và tỷ lệ cho phái nữ là 87%. Tại OCL Industrialship, 8% dân số nhỏ hơn 6 tuổi.